# Mormonia vidua
Mormonia vidua là một loài bướm đêm trong họ Noctuidae.